# 아라산맹
아라산 맹(몽골어: (Alaša ayimaɣ), Алшаа аймаг(알샤 맹), 중국어: 阿拉善盟, 병음: Ālāshàn Méng)은 내몽골 자치구의 12개 지급 행정구역 중 하나이자 현존하는 3개의 맹 중 하나이다. 북쪽으로 몽골, 북동쪽으로 바옌나오얼 시, 동쪽으로 우하이 시, 어얼둬쓰 시, 남동쪽으로 닝샤 후이족 자치구, 남쪽과 서쪽으로 간쑤성과 접한다. 중심지는 알샤 좌기의 바옌 호트(예전 이름-딩위안잉(定远营)이다.

## 인구
2000년 인구 조사에서, 196,279명이 살고 있었다. 알샤는 내몽골에서 인구 밀도가 가장 낮은 지역이다.
| 민족     | 인구    | 비율   |
| -------- | ------- | ------ |
| 한족     | 140,900 | 71.79% |
| 몽골족   | 44,630  | 22.74% |
| 후이족   | 9,331   | 4.75%  |
| 만주족   | 952     | 0.49%  |
| 티베트족 | 146     | 0.07%  |
| 투족     | 68      | 0.03%  |
| 다우르족 | 67      | 0.03%  |
| 기타     | 185     | 0.09%  |

## 행정 구역
| 구역명      | 간자       | 면적(km2)  | 인구    |
| ----------- | ---------- | ---------- | ------- |
| 시할구      |            |            |         |
| 아라산 좌기 | 阿拉善左旗 | 80,412.00  | 142,051 |
|             |            |            |         |
| 아라산 우기 | 阿拉善右旗 | 75,226.00  | 24,199  |
|             |            |            |         |
| 어지나 기   | 额济纳旗   | 114,606.00 | 16,865  |
|             |            |            |         |

## 같이 보기
- 주취안위성발사센터